# Полома (Ивановская область)
Полома — деревня в Савинском районе Ивановской области России, входит в состав Савинского сельского поселения.

## География
Деревня расположена в 4 км на юго-запад от райцентра посёлка Савино.

## История
В конце XIX — начале XX века деревня входила в состав Егорьевской волости Ковровского уезда Владимирской губернии. В 1859 году в селе числилось 13 дворов, в 1905 году — 31 дворов.
С 1929 года деревня входила в состав Савинского сельсовета Ковровского района Ивановской области, с 1935 года — в составе Савинского района, с 1974 года — центр Поломского сельсовета, с 2005 года — в составе Савинского сельского поселения.

## Население
| 1859 | 1905 | 2010 |
| ---- | ---- | ---- |
| 90   | ↗183 | ↗259 |